# Simonfa
Simonfa es un pueblo ubicado en el distrito de Kaposvár, en el condado de Somogy, Hungría.

## Superficie
Posee una superficie de 11,00 kilómetros cuadrados.

## Demografía
Hasta 2019 la población era de 344 habitantes, con una densidad de población de 31,27 habitantes por kilómetro cuadrado.